# Sveti Duh, Dravograd
Sveti Duh este o localitate din comuna Dravograd, Slovenia, cu o populație de 111 locuitori.